# Marzenia o domu – wymarzone domy
Marzenia o domu – wymarzone domy (ang. Mr. Blandings Builds His Dream House) – amerykański film z 1948 w reżyserii H.C. Pottera.

## Obsada
- Cary Grant jako James Blandings
- Myrna Loy jako Muriel Blandings
- Melvyn Douglas jako  William "Bill" Cole
- Reginald Denny jako Henry Simms
- Sharyn Moffett jako Joan Blandings
- Connie Marshall jako Betsy Blandings
- Louise Beavers jako Gussie
- Ian Wolfe jako agent nieruchomości Smith
- Harry Shannon jako W.D. Tesander
- Tito Vuolo jako Pan Zucca
- Nestor Paiva jako Joe Apollonio
- Jason Robards, Sr. jako John Retch
- Lurene Tuttle jako Mary
- Lex Barker jako Carpenter Foreman
- Emory Parnell jako Pan PeDelford

## Nagrody i nominacje
| Nazwa nagrody | Wygrane       | Nominacje                                                         |
| ------------- | ------------- | ----------------------------------------------------------------- |
| WGA           | bez rezultatu | 1949 Najlepszy scenariusz komedii Melvin Frank oraz Norman Panama |

## Wyróżnienia
| Rok wyróżnienia | Amerykański Instytut Filmowy                                    | Miejsce     |
| --------------- | --------------------------------------------------------------- | ----------- |
| 2000            | Lista 100 najśmieszniejszych amerykańskich filmów wszech czasów | 72. miejsce |